# 유럽 고속도로 92호선
유럽 고속도로 92호선(European route E92)은 그리스의 이구메니차와 볼로스를 잇는 A-클래스급 유럽 고속도로 노선으로, 총 연장은 350 km이다. 그래서 이 도로는 그리스의 주를 일주하는 도로이기도 하므로, 이피로스주와 테살리아주를 서로 오간다. E92호선의 주요 통과 도시 및 지역은 이구메니차, 이오아니나, 트리칼라, 라리사, 볼로스 등 5개의 도시를 관통한다. 다만, 이구메니차에서 이오아니나 사이의 구간은 유럽 고속도로 90호선과도 공유한다. 